# اتفاق الدم

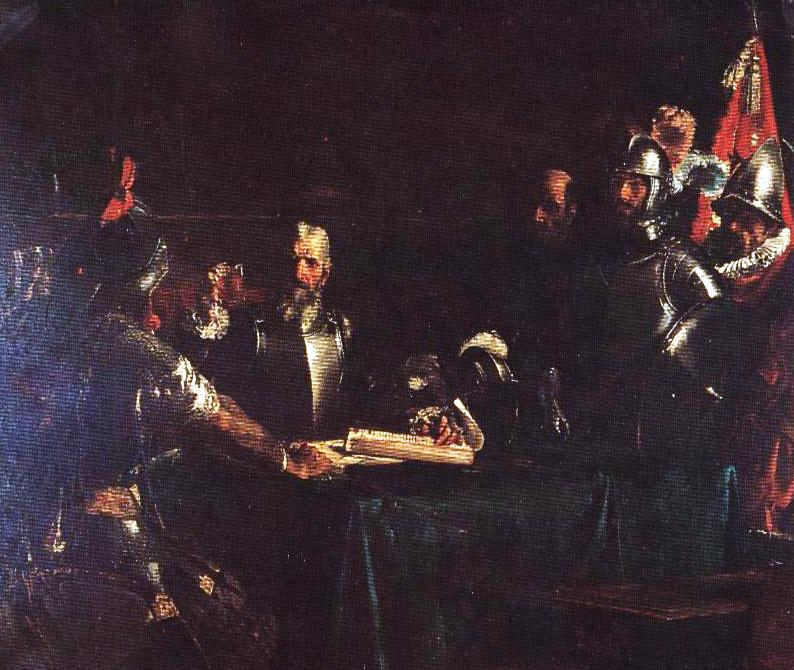

كان اتفاق الدم (بالإسبانية: Pacto de sangre ؛ الفلبينية: Sanduguan) طقوسًا قديمة في الفلبين تهدف إلى ختم صداقة أو معاهدة، أو التصديق على اتفاقية.  يقوم الطرفان المتعاقدان بجرح معصميهما وسكب دمهما في فنجان مملوء بسائل مثل النبيذ ويشربان الخليط.
من الأمثلة الشهيرة على اتفاق الدم  «1565 ساندوجو» بين المستكشف الإسباني ميغيل لوبيز دي ليجازبي وداتو سيكاتونا ، زعيم بوهول.  تم إجراء اتفاق دم آخر بين المستكشف البرتغالي فرديناند ماجلان وراجاه هومابون من سيبو.
وصف أنطونيو بيجافيتا نوعًا آخر من اتفاق الدم أثناء توقفهم في بالاوان (بعد وفاة ماجلان).  تم عقده بين طاقم البعثة و داتو من بالاوان كرمز للنوايا الحسنة.  قام داتو بعمل جرح صغير في صدره باستخدام سكين مستعار من البعثة.  ثم غمس داتو إصبعه في الدم ولمسه بطرف لسانه وعلى جبهته.  فعل طاقم البعثة الشيء نفسه لإتمام الاتفاق.
تم ممارسة طقوس مماثلة من قبل المبتدئين في المجموعة الثورية في القرن التاسع عشر ، الكاتيبونان. على الرغم من أنهم لم يستهلكوا دمائهم ، فقد استخدموها لتوقيع عقود العضوية الخاصة بهم
كان هنالك اتفاق دم آخر حديثًا نسبيًا في ستينيات القرن التاسع عشر بين الأصدقاء المقربين سلطان جمال العلم من سلطنة سولو وهيرمان ليوبولد شوك ، ملاح بروسي تجاري.  استقر شوك في نهاية المطاف في سولو وقدم مجموعة متنوعة من قهوة كاهاوا سوج إلى الجزر.